# Trutnovský vikariát
Trutnovský vikariát je jedním ze 14 vikariátů královéhradecké diecéze. Je tvořen dvanácti farnostmi, jeho okrskovým vikářem je ICLic. ThLic. Ján Kubis, centrem vikariátu je arciděkanství Trutnov I. Rozkládá se na severu diecéze v trutnovském okrese, na východě sousedí s náchodským vikariátem, na jihu s královéhradeckým vikariátem, na jihozápadě s vikariátem Jičín a na západě s jilemnickým vikariátem.

## Ustanovení vikariátu
- ICLic. ThLic. Ján Kubis – okrskový vikář
- Andrzej Götz, dr. – sekretář vikariátu
- Mgr. Vladimír Novák – kaplan pro mládež
- Ing. Michal Nesvadba – kaplan pro charitu
- Ivana Čapková – vikariátní účetní
- Ing. Jiří Vágner – stavební technik
- Mgr. Zuzana Božková – pastorační asistentka[2]

## Farnosti a kostely vikariátu
| Farnost                        | Správce                                          | Další duchovní ve farnosti | Farní kostel                             | Další kostely |
| ------------------------------ | ------------------------------------------------ | --- | ---------------------------------------- | --- |
| Dvůr Králové nad Labem         | Mgr. Petr Stejskal děkan                         | P. ThMgr. Jan Andrzej Czekała, MSF děkan-výpomocný duchovní Mgr. Ludmila Veronika Matysková, KMBM Mgr. Doubravka Lenka Mazancová, KMBM pastorační asistentky | Děkanský kostel svatého Jana Křtitele    | - Kostel svatého Jakuba Staršího (Bílá Třemešná) - Kostel svatého Josefa (Dubenec) - Kostel Povýšení svatého Kříže (Dvůr Králové nad Labem) - Kostel svaté Anny (Žireč) - Kostel Povýšení svatého Kříže (Choustníkovo Hradiště) - Kostel Nanebevzetí Panny Marie (Kohoutov) - Kostel Nejsvětější Trojice (Kuks) - Kostel svatého Bartoloměje (Lanžov) - Kostel Nejsvětější Trojice (Litíč) - Kostel Všech svatých (Velký Vřešťov) - Kostel Nanebevzetí Panny Marie (Chotěborky) - Kostel svatého Jana Nepomuckého (Huntířov) - Kostel Navštívení Panny Marie (Kocléřov) - Kostel svatého Václava (Kocléřov) |
| Hajnice                        | Miloslav Paclík, dr. administrátor excurrendo    | | Kostel svatého Mikuláše, biskupa         | |
| Hostinné                       | Mgr. Stanisław Jan Sikora farář                  | | Děkanský kostel Nejsvětější Trojice      | - Kostel svatého Václava (Čermná) - Kostel Nejsvětější Trojice (Fořt) - Kostel Navštívení Panny Marie a svatého Václava - Kostel svatého Jakuba Staršího, apoštola (Dolní Olešnice) - Kostel svatého Petra a Pavla (Chotěvice) - Kostel svaté Alžběty Uherské (Prosečné) - Kostel svatého Václava (Rudník) |
| Janské Lázně                   | Mgr. Petr Boháč administrátor excurrendo         | | Kostel svatého Jana Křtitele             | - Kostel svatého Michaela (Černý Důl) - Kostel Nanebevzetí Panny Marie (Horní Maršov) - Kostel Nanebevzetí Panny Marie (Horní Maršov, hřbitovní) - Kostel svatého Petra a Pavla (Malá Úpa) - Kostel Nejsvětější Trojice (Velká Úpa) - Kostel svatého Jana Nepomuckého (Svoboda nad Úpou) - Kostel svatého Josefa (Svoboda nad Úpou) |
| Malé Svatoňovice               | Ladislav Hojný farář                             | | Kostel Sedmi radostí Panny Marie         | |
| Rtyně v Podkrkonoší            | Ladislav Hojný administrátor excurrendo          | | Kostel svatého Jana Křtitele             | |
| Trutnov I                      | ICLic. ThLic. Ján Kubis arciděkan                | PhDr. Mgr. Jiří Pilz výpomocný duchovní Josef Čížek Mgr. Lukáš Janda Ing. Michal Nesvadba trvalí jáhni Mgr. Zuzana Božková pastorační asistentka             | Arciděkanský kostel Narození Panny Marie | - Kostel svatého Jana Křtitele (Dolní Žďár) - Kostel Nejsvětější Trojice (Pilníkov) - Kostel svaté Anny (Staré Buky) - Kostel svatého Jana Nepomuckého (Libeč) - Kostel svatého Šimona a Judy (Starý Rokytník) - Kostel svatého Josefa (Voletiny) - Kostel svatého Vojtěcha (Vlčice) |
| Trutnov II – Horní Staré Město | Mgr. Petr Boháč farář                            | PhDr. Mgr. Jiří Pilz výpomocný duchovní Ing. Mgr. Antonín Fajstavr trvalý jáhen                                                                              | Kostel svatého Václava, mučedníka        | - Kostel svaté Kateřiny (Mladé Buky) - Kostel svatého Martina (Javorník) |
| Trutnov III – Poříčí           | ICLic. ThLic. Ján Kubis administrátor excurrendo | | Kostel svatého Petra a Pavla             | - Kostel svatého Jakuba Staršího (Chvaleč) - Kostel Svaté Rodiny (Petříkovice) - Kostel svaté Marie Magdalény (Horní Vernéřovice) - Kostel svaté Kateřiny (Zlatá Olešnice) |
| Úpice                          | Andrzej Götz, dr. farář                          | Bc. Jiří Melichar trvalý jáhen | Kostel svatého Jakuba Staršího           | - Kostel svatého Bartoloměje (Batňovice) - Kostel svatého Jana Křtitele (Markoušovice) |
| Vlčkovice v Podkrkonoší        | Miloslav Paclík, dr. administrátor excurrendo    | | Kostel svatého Josefa                    | |
| Žacléř                         | ICLic. ThLic. Ján Kubis administrátor excurrendo | | Kostel Nejsvětější Trojice               | - Kostel Nanebevzetí Panny Marie (Bernartice) - Kostel svatého Jana Nepomuckého (Královec) - Kostel Nanebevstoupení Páně (Lampertice) |

## Zaniklé farnosti
Do konce roku 2005 bylo ve vikariátu 45 farností. V rámci reformy církevní správy došlo v roce 2006 k zásadnímu slučování farností a to ve dvou vlnách. 
Dne 1. ledna 2006
- původní farnost Svoboda nad Úpou úředně změnila svůj název i sídlo a sloučením s farnostmi Černý Důl,[16] Malá Úpa,[17] Maršov[18] a Velká Úpa[19] vznikla nová římskokatolická farnost Janské Lázně[20][21]
- farnosti Dolní Žďár – expozitura,[22] Pilníkov,[23] Staré Buky,[24] Starý Rokytník[25] a Vlčice u Trutnova[26] byly sloučeny s arciděkanstvím Trutnov I
- farnosti Mladé Buky[27] a Javorník[28] byly sloučeny s farností Trutnov II – Horní Staré Město
- farnosti Horní Vernéřovice – Jívka,[29] Chvaleč[30] a Zlatá Olešnice[31] byly sloučeny s farností Trutnov III – Poříčí
- farnost Bernartice u Trutnova byla sloučená s farností Žacléř

Dne 1. července 2006
- farnosti Bílá Třemešná,[32] Dubenec u Dvora Králové,[33] Chotěborky,[34] Choustníkovo Hradiště,[35] Kohoutov,[36] Lanžov,[37] Velký Vřešťov,[38] Vítězná – Kocléřov[39] a Žireč[40] byly sloučeny s děkanstvím Dvůr Králové nad Labem
- farnosti Čermná u Vrchlabí,[41] Dolní Kalná,[42] Dolní Olešnice,[43] Fořt,[44] Chotěvice[45] a Rudník u Vrchlabí[46] byly sloučeny s děkanstvím Hostinné

K poslednímu sloučení farností došlo 1. ledna 2009, kdy byla farnost Markoušovice sloučená s farností Úpice.